# Arbi Barajev
Arbi Alautdinovitj Barajev (tjetjensk: Арби Алаутдинович Бараев, tr. Arbi Alautdinovitj Barajev, også kendt som "Terminatoren"; født 27. maj 1974 i Alkhan-Kala, Tjetjeniens og Ingusjetiens ASSR, USSR, død 22. juni 2001 samme sted Den Russiske Føderation) var en tjetjensk krigsherre og leder af den militante terrorgrupper Special Purpose Islamic Regiment. Barajev stod i spidsen for en lang række brutale kidnapninger, tortur og mord; han havde ifølge vidner pralet af at personlig have dræbt 170 mennesker.
Barajev menes at have beordret halshugningen af fire udenlandske telekom-arbejdere: tre britiske og et New Zealandsk gidsel som var blevet kidnappet i 1998. Sandsynligvis tabte British Telecom, der var de fires arbejdsgiver, en budkonkurrence med Al-Qaeda der toppede deres US$ 10 millioner bud for at få gidslerne frigivet med at betale US$ 20 millioner for at få dem dræbt.
I 2002 blev han dræbt af russiske styrker i hans hjemby Alkhan-Kala i nærheden af Grosnij. Arbi Barajev var onkel til Movsar Barajev som efter hans død overtog lederskabet af organisationen Special Purpose Islamic Regiment, og ledte terrorangrebet mod Dubrovka-teateret i Moskva.

## Livsforløb
Barajev og hans fæller var kendt for deres ekstremt brutale mord og kidnapninger, så vel som to forsøg på at snigmyrde Aslan Maskhadov. I 1997 underskrev Aslan Maskhadov et dekret der krævede at Barajev underlagde hans islamiske regiment ind under det tjetjenske indenrigsministerium, men Barajev nægtede at følge ordren. Det endte med et opgør mellem Barajev og Maskhadovs mænd uden for Gudermes i sommeren 1998, der efterlod omkring 80 mand døde og over 100 sårede, men det lykkedes ikke Maskhadov at afvæbne Barajevs regiment, i stedet blev han frataget hans rang som brigadegeneral og erklæret en fjende af Ichkeria og af det tjetjenske folk.
Den tjetjenske kirurg Khassan Baiev beskrev Arbi Barajev som en "født dræber, og hans mænd var desperados med blodvendetta erklæret mod dem for mord. De tilsluttede sig Barajev for beskyttelse mod deres hævnere i en endeløs voldscyklus [...] Han ejede en stald af dyre udenlandske biler, havde adskillige koner og flyttede omkring med en eskorte af tyve til tredive vagter. Alle antog at han var i russernes sold". Arbi Barajevs familie fordømte ham for hans forbrydelser og sagde at "familien bekendtgør uden for moskeen at hvis en dræbte ham, ville de afstå alle krav. Der vil ikke blive nogen blodhævn.